# Florence Open 2013
Il Florence Open 2013 è stato un torneo di tennis facente parte della categoria ITF Women's Circuit nell'ambito dell'ITF Women's Circuit 2013. Il torneo si è giocato a Florence (Carolina del Sud) negli Stati Uniti dal 21 al 27 ottobre 2013 su campi in cemento e aveva un montepremi di $25,000.

## Vincitrici

### Singolare
Anna Tatišvili ha battuto in finale  Madison Brengle con il punteggio di 6–2, 4–6, 6–4

### Doppio
Anamika Bhargava /  Madison Brengle hanno battuto in finale  Kristi Boxx /  Abigail Guthrie con il punteggio di 7–5, 7–5